# 엠브라에르 EMB 120 브라질리아
엠브라에르 EMB 120 브라질리아는 브라질의 엠브라에르사에서 개발한 쌍발 소형 여객기이며, 영문 위키백과에 따르면 1968년에서 1990년까지 총 501대가 생산된 항공기 기종이다.